# Ochthebius ragusae
Ochthebius ragusae es una especie de escarabajo del género Ochthebius, familia Hydraenidae. Fue descrita científicamente por Kuwert en 1887.
Se distribuye por Irán. Mide 2,6 milímetros de longitud y su edeago 0,4 milímetros. Se ha encontrado a altitudes de hasta 2570 metros.